# مسجد جامع تون

شبستان آخوند ملااکبر مسجد جامع تون قبل از زلزله سال ۱۳۴۷

مسجد جامع تون، که امروزه بیشتر مسجد جامع قدیم نامیده می‌شود، از جمله نقاط دیدنی شهر فردوس می‌باشد که در محوطهٔ باستانی تون در جنوب غربی این شهر قرار دارد.
مسجد جامع تون متعلق به دوره سلجوقیان بوده‌است و نخستین باری که از آن در کتب تاریخی یاد شده، در احسن التقاسیم فی معرفه الاقالیم مقدسی متعلق به نیمهٔ دوم سده چهارم هجری است.
مسجدی که امروزه به یادگار مانده، از مساجد دو ایوانی سبک خراسانی است که ایوان شرقی و پایاب مسجد در زلزله‌ای مهیب در اوایل دوره صفویه فرو ریخته و به جز ایوان قبله و گنبدخانه‌های طرفین آن، سه ضلع دیگر در دوره صفوی با کمی عقب‌نشینی از هر ضلع، مجدداً بازسازی شده‌اند.
معماری و تزئینات آجرنمای ایوان غربی این بنا مربوط به قرن پنجم و ششم هجری قمری و دوره سلجوقی است و در جبهه شرقی آن، در اوایل دورهٔ قاجار شبستانی به نام شبستان آخوند ملااکبر احداث شده‌است. این شبستان دارای صد ستون قطور بوده که در زمین‌لرزهٔ سال ۱۳۴۷ به کلی تخریب شد. این مسجد با شمارهٔ ۱۲۲۲ در فهرست آثار ملی کشور ثبت شده‌است.
ایوان این مسجد ۱۶ متر ارتفاع دارد و پوشش آن طاق و تویزه است که ویژگی سبک معماری خراسانی است. آجرنمای تزئینی این ایوان، تکرار یک شکل هندسی در قالب‌های ۶۰ در ۶۰ سانتی‌متر است. در فضاهای خالی این نمای آجری، قطعات کاشی جای داشته که امروزه به جز ۳ یا ۴ قطعه آن هم به طور غیر منظم، هیچ نشانی از کاشی‌ها دیده نمی‌شود. همچنین در نمای پوشش داخلی ایوان، آثاری از نقاشی بر روی گچ دیده می‌شود.